# Frédéric Forestier

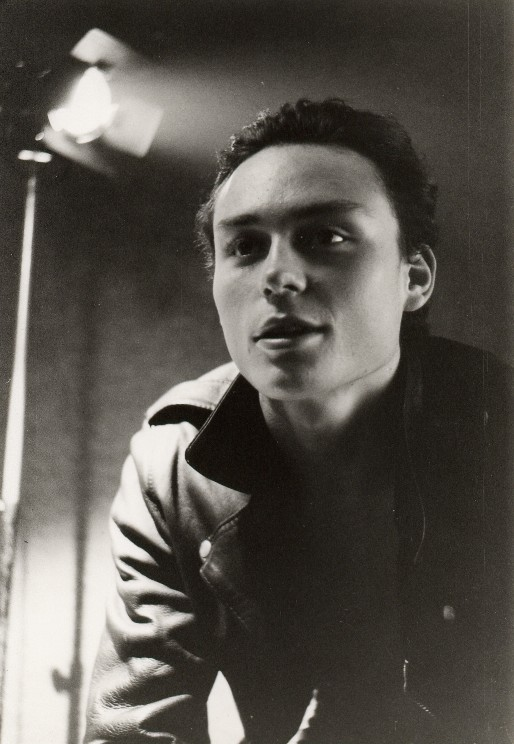
Frédéric Forestier

Frédéric Forestier (* 28. April 1969 in Paris) ist ein französischer Regisseur.

## Leben und Karriere
Forestier begann 1993 seine Karriere als Regisseur mit dem Kurzfilm Paranoïa mit Jean Reno. Vier Jahre später drehte er den kanadischen Actionfilm Red Zone mit Dolph Lundgren in der Hauptrolle. Seine 2008 erschienene, gemeinsam mit Thomas Langmann verantwortete Verfilmung  Asterix bei den Olympischen Spielen, mit Gérard Depardieu in einer der Hauptrollen, galt als eine der teuersten Produktionen der europäischen Filmgeschichte, fiel jedoch in der Kritik durch.

## Filmografie (Auswahl)

### Als Regisseur
- 1993: Paranoïa (Kurzfilm)
- 1997: Red Zone (The  Peacekeeper)
- 2002: Ball & Chain – Zwei Nieten und sechs Richtige (Le Boulet)
- 2005: Les Parrains
- 2008: Asterix bei den Olympischen Spielen (Astérix aux Jeux Olympiques)
- 2012: Stars 80
- 2021: Loin de chez moi
- 2021: Les Bodin's en Thaïlande
- 2023: Jagen auf Französisch (Chasse gardée)

### Als Schauspieler
- 2009: Kaamelott, Livre VI (Aulus Milonius Procyon)